# Liste des cathédrales du Frioul-Vénétie Julienne
Cet article recense les cathédrales du Frioul-Vénétie Julienne en Italie.

## Généralités
Les cathédrales érigées dans le Frioul-Vénétie Julienne sont des édifices de l'Église catholique. Administrativement, la région est couverte par la région ecclésiastique du Triveneto (qui couvre également la Vénétie et le Trentin-Haut-Adige voisins) et compte deux archidiocèses (Gorizia et Udine) et deux diocèses (Concordia-Pordenone et Trieste).
Au total, le Frioul-Vénétie Julienne compte trois cathédrales et une cocathédrale (la cathédrale du diocèse de Concordia-Pordenone est située à Concordia Sagittaria en Vénétie). On y dénombre également plusieurs anciennes cathédrales : édifices qui ont par le passé accueilli le siège d'un évêché avant de le perdre.

## Liste

### Cathédrales
| Édifice                      | Commune | Juridiction | Notes             | Coordonnées                       | Illus. |
| ---------------------------- | ------- | ----------- | ----------------- | --------------------------------- | ------ |
| Saints-Hilaire-et-Tatien     | Gorizia | Gorizia     |                   | 45° 56′ 32″ nord, 13° 37′ 27″ est |        |
| Saint-Juste-Martyr           | Trieste | Trieste     | Basilique mineure | 45° 38′ 47″ nord, 13° 46′ 21″ est |        |
| Notre-Dame-de-l'Annonciation | Udine   | Udine       |                   | 46° 03′ 44″ nord, 13° 14′ 13″ est |        |

### Cocathédrales
| Édifice                | Commune   | Juridiction         | Notes                                                                                           | Coordonnées                       | Illus. |
| ---------------------- | --------- | ------------------- | ----------------------------------------------------------------------------------------------- | --------------------------------- | ------ |
| Saint-Marc-Évangéliste | Pordenone | Concordia-Pordenone | Le diocèse s'étend également sur la Vénétie, où se situe sa cathédrale, à Concordia Sagittaria. | 45° 57′ 15″ nord, 12° 39′ 39″ est |        |

### Anciennes cathédrales
| Édifice                    | Commune             | Notes                                                                                          | Coordonnées                       | Illus. |
| -------------------------- | ------------------- | ---------------------------------------------------------------------------------------------- | --------------------------------- | ------ |
| Notre-Dame-de-l'Assomption | Aquilée             | Cathédrale de l'ancien patriarcat d'Aquilée ; basilique mineure inscrite au patrimoine mondial | 45° 46′ 11″ nord, 13° 22′ 16″ est |        |
| Notre-Dame-de-l'Assomption | Cividale del Friuli | Cathédrale de l'ancien patriarcat d'Aquilée ; basilique mineure                                | 46° 05′ 35″ nord, 13° 25′ 54″ est |        |
| Saint-Sauveur (it)         | Gradisca d'Isonzo   | Cathédrale de l'ancien diocèse de Gradisca (it)                                                | 45° 53′ 21″ nord, 13° 30′ 14″ est |        |
| Sainte-Euphémie            | Grado               | Cathédrale de l'ancien patriarcat d'Aquilée ; basilique mineure                                | 45° 40′ 35″ nord, 13° 23′ 07″ est |        |